# Doug Frith
Douglas Cockburn Frith, PC (* 5. März 1945 in Brampton, Ontario; † 21. März 2009 in Ottawa, Ontario) war ein kanadischer Politiker (Liberale Partei) und repräsentierte von 1980 bis 1988 den Sudbury District im kanadischen Unterhaus.
Frith besuchte die Sudbury High School und studierte an der University of Toronto. Bevor er in der Politik aktiv wurde, war er Apotheker in Sudbury.
Er diente als parlamentarischer Staatssekretär im Gesundheitsministerium von 1980 bis 1982, während der letzten Regierung von Pierre Trudeau. Als John Turner Trudeau 1984 als Parteivorsitzender und Premierminister folgte, brachte er Frith als Minister of Indian Affairs and Northern Development ins Kabinett. Die Liberalen verloren die Wahl 1984 und Frith war einer von nur 40 liberalen Abgeordneten, die wiedergewählt wurden.
Frith war im Schattenkabinett der Opposition tätig. 1988 trat er nicht mehr zur Wahl an, um eine Ernennung zum Vizepräsidenten von Hill & Knowlton akzeptieren zu können. Er wurde 1995 Vorsitzender der kanadischen Niederlassung.
Von Juli 1996 bis Januar 2008 war er Präsident der Canadian Motion Picture Distributors Association, welche mit der Motion Picture Association of America assoziiert ist und die Interessen der Filmindustrie in Kanada vertritt. Im April 2008 wurde er stellvertretender Vorsitzender von Global Public Affairs.
Frith starb am 21. März 2009 nach einem Herzinfarkt in Ottawa. Er hinterlässt sieben Kinder und fünf Enkel.